# Slovenia Open
Die Slovenia Open sind offene internationale Meisterschaften von Slowenien im Badminton. Sie wurden erstmals 2023 ausgetragen. Das Turnier ist nicht zu verwechseln mit den Slovenian International und der Slovenia Future Series.

## Sieger
| Saison | Herreneinzel | Dameneinzel                    | Herrendoppel                        | Damendoppel                         | Mixed                                |
| ------ | ------------ | ------------------------------ | ----------------------------------- | ----------------------------------- | ------------------------------------ |
| 2023   | Sameer Verma | Huang Yu-hsun                  | Low Hang Yee Ng Eng Cheong          | Liu Chiao-yun Wang Yu-qiao          | Jesper Toft Clara Graversen          |
| 2024   | Justin Hoh   | Rakshitha Sree Santhosh Ramraj | Muhammad Al Farizi Nikolaus Joaquin | Siti Sarah Azzahra Agnia Sri Rahayu | Amri Syahnawi Indah Cahya Sari Jamil |
| 2025   | Eogene Ewe   | Wong Ling Ching                | Huang Tsung-i Lin Ting-yu           | Lin Chih-chun Lin Wan-ching         | Wu Guan-xun Lee Chia-hsin            |